# La Belle de Jour
"La Belle de Jour" é uma canção do cantor brasileiro de MPB Alceu Valença, lançada em 1992 no álbum Sete Desejos.

## História
Alceu Valença passou o ano de 1979 na França: partiu em autoexílio com artistas como Raul Seixas e Jards Macalé, como uma forma de contestar a ditadura militar existente no Brasil naquela época. Em sua estadia francesa, fez muito sucesso e gravou até um disco, chamado Saudade de Pernambuco (1979).
Como adorou o país, Alceu voltou à França em 1986 para um festival. Após a apresentação, foi a um bar com um produtor. Lá, Alceu entregou um poema em branco à atriz Jacqueline Bisset, num encontro ao acaso em um café da Rive Gauche. Impressionado com a beleza da estrela, ambientou a musa existencialista da nouvelle vague na Praia de Boa Viagem, em Recife. Entretanto, confundiu as musas. Batizou a canção com o título do filme de Luis Buñuel estrelado por Catherine Deneuve.